# Psammomys
Psammomys är ett släkte i underfamiljen ökenråttor med två arter som förekommer i norra Afrika och västra Asien.
Arterna är:
- Psammomys obesus lever i flera från varandra skilda regioner i norra Afrika och på Arabiska halvön, utbredningsområdet sträcker sig från Mauretanien till Saudiarabien och Syrien, den listas av IUCN som livskraftig (LC).
- Psammomys vexillaris hittas i Algeriet, Libyen och Tunisien, den listas med kunskapsbrist (DD).

## Utseende
Arterna påminner om andra ökenråttor i utseende. Deras pälsfärg på ovansidan varierar mellan rödbrun, gulbrun eller sandfärgade. Buken och fötterna är mera gul. De når en kroppslängd (huvud och bål) mellan 13 och 18,5 cm och en svanslängd av 11 till 15 cm. Vikten för P. obesus ligger mellan 80 och 200 gram. Svansen har vid slutet en liten tofs. Differenser till släktet Meriones består i de korta avrundade öronen som bara blir 1 till 1,5 cm långa, samt i tändernas konstruktion.

## Ekologi
Dessa ökenråttor vistas i torra habitat som sandöknar, halvöknar, buskmarker, gräsmarker och klippiga områden. De bygger komplexa bon med flera tunnlar och kamrar. Psammomys sys ofta sittande på sina bakfötter vid boets ingång. Födan utgörs troligen av amarantväxter (Amaranthaceae). Växterna innehåller ofta stora mängder salt som avlägsnas av dessa ökenråttor med hjälp av sina väl utvecklade njurar. Dessutom äter de odlade växter och de anses därför i delar av utbredningsområdet som skadedjur.
Honor kan troligen para sig hela året. Dräktigheten varar under bra miljöförhållanden cirka 25 dagar och under dåliga tider ungefär 35 dagar. Per kull föds två till fem ungar som dias cirka tre veckor. Honor i laboratorium blev tidigast efter tre månader könsmogna.